# 梶取埼灯台
梶取埼灯台（かんとりさきとうだい）は、和歌山県東牟婁郡太地町梶取崎に建つ灯台である。梶取埼ナミノリ礁照射灯（灯台表番号：2885）が併設されている。
吉野熊野国立公園の特別地域内に指定あり、太平洋を望む景勝地となっている。梶取崎（かんどりざき）という地名は、熊野灘を航行する船舶が、この岬を目標にして梶を取ることに因むといわれている。
周辺は芝生広場になっており、そこにある「夫婦いぶき」は樹齢350年以上の天然記念物である。

## 歴史

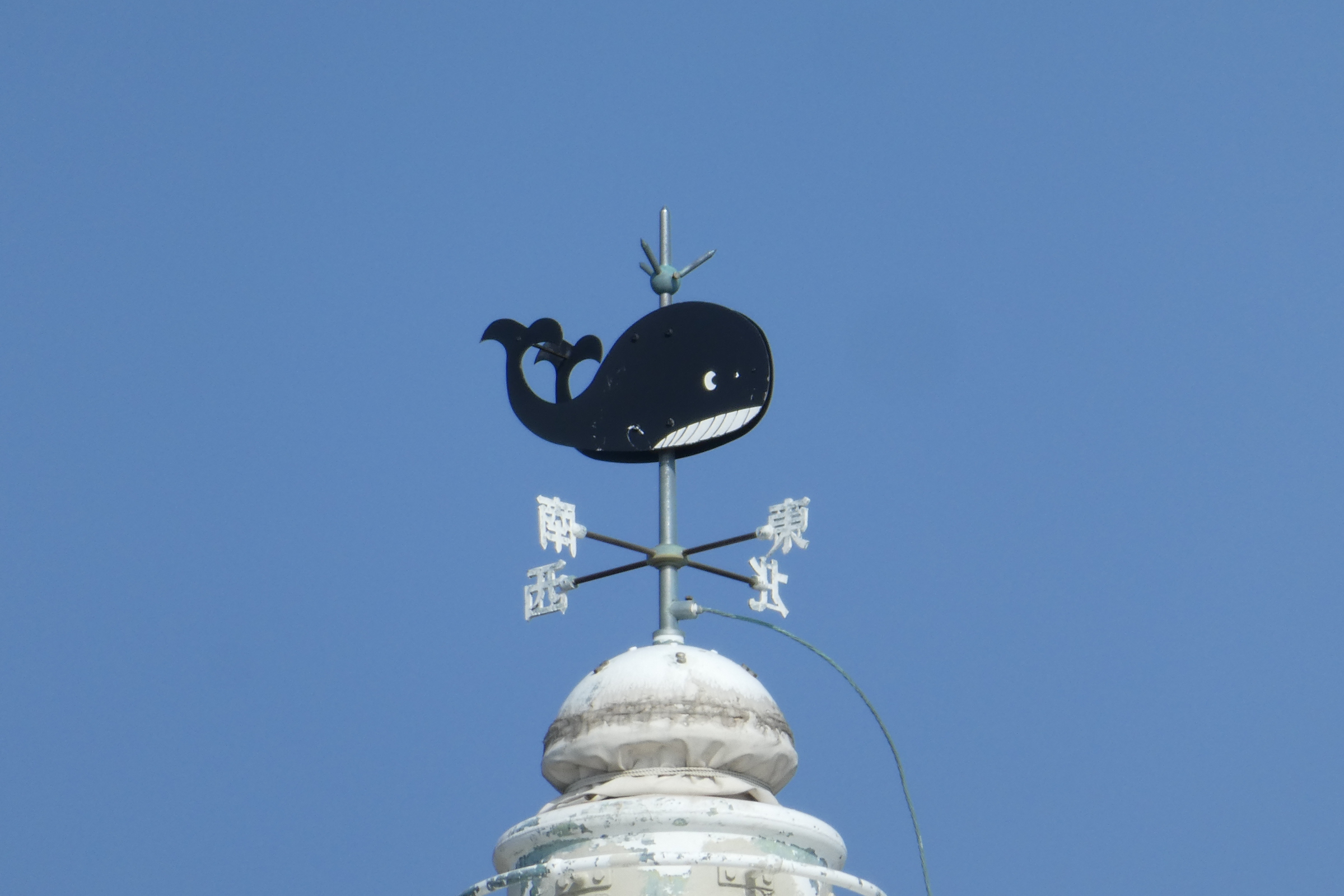
頂部の風見鶏が鯨

古くから海上交通の重要な地点だったため、昔は鯨を発見するための「山見」が置かれ、捕鯨船に指令を送る狼煙場や初代紀州藩主・徳川頼宣が元和5年（1619年）頃に設置した船見御番所があった。
付近の燈明崎には寛永13年（1636年）に設置された燈明台があったが、1872年（明治5年）に廃止され、梶取崎付近の海上交通は極めて不便になっていた。そのため、1899年（明治32年）11月に竣工、初点灯された。
1963年（昭和38年）3月、改築された。

## 周辺情報
- くじら供養碑
- 梶取崎
- 燈明台